# 루부스키에주

루부시주의 위치

루부스키에주(폴란드어: Województwo lubuskie)는 폴란드 서부에 위치한 주로, 주도는 고주프비엘코폴스키(주 정부 소재지)와 지엘로나구라(주 의회 소재지)이며 면적은 13,985km2, 인구는 1,008,424명(2006년 기준, 도시 인구: 645,991명, 농촌 인구: 362,433명), 인구 밀도는 72명/km2이다. 2개 도시군과 12개 농촌군, 83개 그미나(지방 자치체)를 관할한다. 북쪽으로는 서포모제주, 동쪽으로는 비엘코폴스카주, 마조프셰주, 남쪽으로는 돌니실롱스크주와 접하며 서쪽으로는 독일과 국경을 접한다.

주기
주 문장

## 행정 구역

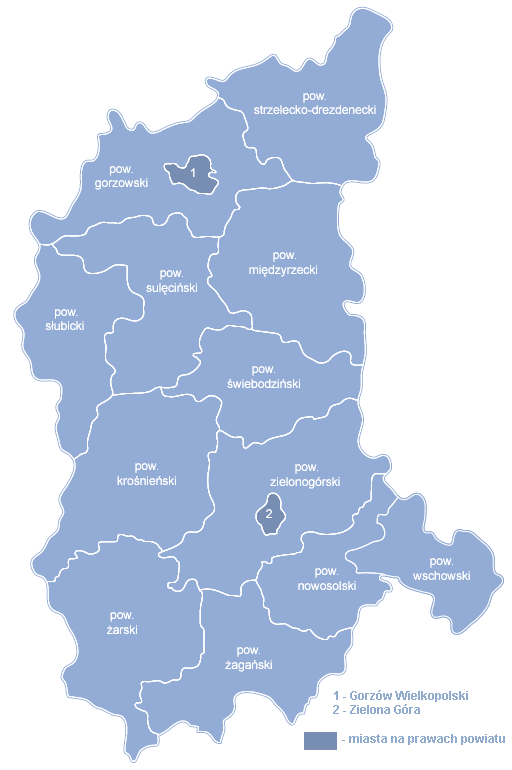
루부시주의 행정 구역

### 도시군
- 고주프비엘코폴스키 (주 정부 소재지)
- 지엘로나구라 (주 의회 소재지)

### 농촌군
- 고주프군
- 크로스노군
- 미엥지제치군
- 노바술군
- 스우비체군
- 스트셸체드레즈덴코군
- 술렝친군
- 시비에보진군
- 프스호바군
- 자간군
- 자리군
- 지엘로나구라군